# كيفان قاي
كيفان قاي هو لاعب هوكي الجليد كندي، ولد في 16 يوليو 1965 في إدمونتون في كندا.

## وصلات خارجية
- كيفان قاي على موقع دوري الهوكي الوطني (الإنجليزية)
- كيفان قاي على موقع قاعة مشاهير الهوكي (لاعب أن.إتش.أل) (الإنجليزية)
- كيفان قاي على موقع EliteProspects.com (الإنجليزية)
- كيفان قاي على موقع HockeyDB.com (الإنجليزية)
- كيفان قاي على موقع Hockey-Reference.com (الإنجليزية)